# Mirandolina
Mirandolina, H. 346, és una òpera en tres actes composta per Bohuslav Martinů sobre un llibret italià del mateix compositor, basat en la comèdia La locandiera de Carlo Goldoni. Salieri va estrenar una òpera (dramma giocoso ) sobre el mateix tema al Kärtnertortheater de Viena el 1773. Es va estrenar el 17 de maig de 1959 al Teatre Nacional de Praga dirigida per Václav Kašlík, poc abans de la mort del compositor.
L'òpera va ser escrita entre 1953 i 1954. Incorpora en alguns llocs trams de diàleg parlat entre els personatges, sobre un rerefons orquestral.
David Pountney ha descrit l'òpera com "l'obra on l'estil neoclàssic i ràpid de Martinů es posa en si mateix... trobant espai per a referències musicals enginyoses i iròniques als madrigals italians, el vodevil francès i l'òpera buffa italiana". El biògraf de Martinů, Brian Large, va assenyalar diversos aspectes destacats de la partitura: una ària de coloratura a l'acte 1, escena 6 per a Mirandolina, així com valsos, intermezzos i un saltarello, aquest últim va ser gravat el 1973 per l'⁣Orquestra Filharmònica Estatal Txeca de Brno dirigida per František Jílek.

## Representacions
La primera producció de Mirandolina va romandre en el repertori escènic del Teatre Nacional de Praga fins al 1963 i l'òpera hi va ser reviscuda el 1980-82. Es va posar en escena com a part del Festival de Wexford l'any 2002 amb Daniela Bruera en el paper principal dirigit per Riccardo Frizza, l'actuació finalment es va publicar en CD.
L'estrena al Regne Unit va ser a càrrec de la Garsington Opera el 2009 amb Juanita Lascarro al paper principal i dirigida per Martin André.
El 2013-14 Mirandolina es va veure a Ostrava, al Teatre Nacional de Moràvia-Silesia, després l'estrena alemanya de la versió original italiana es va fer el març de 2014 al Theater Gießen dirigida per Michael Hofstetter i dirigida per Andriy Zholdak⁣; l'Opernstudio de l'⁣Òpera Estatal de Baviera va representar l'obra l'abril de 2014 dirigida musicalment per Alexander Prior i escènicament per Christian Stückl, i al juny es va posar en escena a Bratislava, al Teatre Nacional Eslovac.

## Argument
Mirandolina, l'hostalera, és cortejada per diversos nobles a casa seva a Florència. Dos d'ells intenten competir entre ells per seduir-la, declarant que estan apassionadament enamorats d'ella, però després d'haver-los encantat, els deixa caure. Una altra admiradora és la sardònica misògina Ripafratta a qui veu com un repte per guanyar.
Mirandolina decideix doncs atraure el Cavaliere i seduir-lo. Ella exposa els trucs que està jugant amb Forlimpopoli i Albafiorita, i intenta utilitzar l'adulació i l'encant per enganyar a Ripafratta. Ell, però, es posa seriós, jugant amb el seu rang i es fa ilusions amb el seu primer amor real, i està furiós quan Mirandolina el rebutja. Dues actrius d'edat avançada, Ortensia i Dejanira pretenen en va que no són de classe alta.
Mirandolina s'havia mostrat molt entusiasmada amb el seu fidel cambrer Fabrizio i acaba casant-se amb ell, després d'haver provat la seva fidelitat, com a protecció contra el lívid Ripafratta.

## Enregistraments
La producció de Wexford de 2002 va ser gravada per la BBC i publicada en CD l'any 2004 per Supraphon⁣; amb l'Orquestra Filharmònica Nacional de Belarús dirigida per Riccardo Frizza.